# Dagritmekaarten

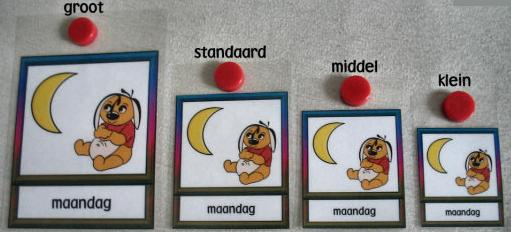
Dagritmekaarten in verschillende formaten

Dagritmekaarten zijn afbeeldingen die bedoeld zijn om structuur aan te brengen in het dag- of weekverloop. Op de kaarten worden activiteiten, regels of onderwerpen uitgebeeld, met of zonder tekst. Ze worden gebruikt als pedagogisch- en didactisch leer- en lesmateriaal.

## Doelstellingen
Onverwachte gebeurtenissen of een onduidelijk beeld van een dagindeling, leiden voor kinderen en volwassenen met gedrags, ontwikkelings- en leerstoornissen zoals ADHD en PDD-NOS tot veel onrust. Door middel van dagritmekaarten zien deze personen vooraf wat er gaat gebeuren. Dagritmekaarten geven bovendien een visuele ondersteuning, hetgeen vooral zeer effectief is bij kinderen met een stoornis in het autistisch spectrum. De kaarten bevorderen op deze wijze de zelfredzaamheid.
Om deze reden worden dagritmekaarten voornamelijk gebruikt in de volgende situaties:
- kinderdagverblijven
- primair onderwijs
- lichamelijke en geestelijke gehandicaptenzorg
- jeugdzorg en jeugdwerk
- begeleidings- en zorginstellingen
- logopediepraktijken
- orthopedagogische centra
- bejaarden- en verzorgingshuizen
- zorgboerderijen
- thuissituatie